# Падіння Романових (фільм)
Падіння Романових (англ. The Fall of the Romanoffs) — американський історичний фільм-біографія 1917 року, знятий і випущений в прокат між Лютневою і Жовтневою революціями в Російській імперії.

## Сюжет
Фільм розповідає про останні дні впливу Григорія Распутіна на імператорську сім'ю, незадовго до Лютневої революції.

## У ролях
- Альфред Хікман — Микола II
- Ненс О'Ніл  — Олександра Федорівна
- Едвард Коннеллі  — Григорій Распутін
- Сергій Труфанов — камео
- Конвей Терл — Фелікс Юсупов
- Чарльз Крейг — Микола Миколайович
- Джорджес Денебера — Вільгельм II
- Роберт Гіббс — барон Фредерік
- Вільям Шей — Теофан
- Лоренс Джонсон  — царевич Олексій
- Френсіс Чапін  — Александр Керенський
- Пітер Барбьєр  — Лавр Корнілов
- Кетті Галанта  — Анна Вирубова
- Полін Керлі  — Ірина Романова
- Соня Марселль  — придворна Соня

## Цікаві факти
- Прем'єрний показ відбувся 6 вересня 1917 тільки в Нью-Йорку, в решті міст країни фільм був показаний у січні 1918 року.
- Фільм вийшов на екрани через сім місяців після зречення Миколи II від престолу, через дев'ять місяців після смерті Григорія Распутіна, і за два місяці до Жовтневої революції, таким чином, ця стрічка — перша в світі, що розповідає про революцію в Росії.
- Виконавці головних ролей, Хікман і О'Ніл (подружжя Микола II і Олександра Федорівна, відповідно), насправді одружилися роком раніше.